# ネスレピュリナペットケア
ネスレピュリナペットケア株式会社（英文名称Nestlé Purina PetCare）は、かつて存在したペットフードの販売を行う企業。

## 主な製品
- キャットフード
  - ドライフード - フリスキー、お魚いろいろ、ピュリナワン
  - 缶詰 - フリスキーモンプチ、味キラリ
- ドッグフード
  - ドライフード - プロプラン、ピュリナワン

## 沿革
- 1948年 - 米国カーネーション社、ペットフード事業開始。
- 1970年 - 日本国内で、フリスキーブランドのペットフード販売開始。同時期に米国ラルストンピュリナ社が大洋漁業（現・マルハニチロ）との合弁で「ピュリナ大洋ペットフッド」を設立し、ペットフード市場に参入。
- 1973年10月 - 日本カーネーション株式会社設立。
- 1985年 - ネスレグループ、カーネーション社を買収。
- 1985年10月1日 - ネスレ（50%）、日本配合飼料（40%）、三井物産（10%）の合弁により、カーネーション・ニッパイ株式会社設立。本社を東京に設置。
- 1987年9月1日 - 合弁解消、ネスレの完全子会社とし、フリスキー株式会社に社名変更
- 1990年 - ラルストンピュリナ社と大洋漁業が合弁解消。ピュリナジャパン株式会社設立。
- 1991年6月 - フリスキー株式会社、本社を神戸市に移転。
- 1998年 - ラルストンピュリナ社が日本市場撤退。
- 2001年12月 - ネスレグループ、ラルストンピュリナ社を買収。
- 2002年9月 - ネスレピュリナペットケア株式会社に社名変更。
- 2010年1月 - ネスレ日本に吸収合併。